# Cruriraja andamanica
Cruriraja andamanica är en rockeart som först beskrevs av Lloyd 1909.  Cruriraja andamanica ingår i släktet Cruriraja och familjen egentliga rockor. IUCN kategoriserar arten globalt som otillräckligt studerad. Inga underarter finns listade i Catalogue of Life.